# Cecówka
Cecówka (ukr. Цецівка) – wieś na Ukrainie, w obwodzie tarnopolskim, w rejonie tarnopolskim. W 2022 roku liczyła 8 mieszkańców.
Do 2020 w rejonie zborowskim